# Cynoglossus macrostomus
Cynoglossus macrostomus är en fiskart som beskrevs av Norman 1928. Cynoglossus macrostomus ingår i släktet Cynoglossus och familjen Cynoglossidae. Inga underarter finns listade i Catalogue of Life.